# 小林美穂子
小林 みほ子（こばやし みほこ、1968年11月12日 - ）は、日本のフリーアナウンサー。かつては生島企画室（現在のFIRST AGENT）に所属した。元中京テレビアナウンサー。東京都港区出身。玉川大学文学部芸術学科卒業。

## 来歴
大学卒業後の1991年、中京テレビにアナウンサーとして入社した。この当時は小林 美穂子（読み同じ）名義で活動していた。
1999年に中京テレビを退社し、結婚した。東京へ戻り、女児を1人出産した。その後は小林 みほ子名義でフリーアナウンサーとして活動していたが、2009年から活動を休止している。なお、名鑑等では小林 みほこという表記も見られる。

## 過去の担当番組

### 中京テレビ
- EXテレビ（日本テレビ・読売テレビ・中京テレビ）
- おはようテレワッサン（中京テレビ）
- 小堺一機の恋愛専科 色恋ざうるす（中京テレビ）
- Viva!サッカー（中京テレビ）
- 投稿!特ホウ王国（日本テレビ）
- 宮地佑紀生の奥さまランチ（中京テレビ）
- キス・ミス・チック → キスミスチック'96 （中京テレビ）
- 小園総研（中京テレビ）
- THE Hit Man （中京テレビ、ナレーター）
- 中京テレビニュースプラス1 （中京テレビ）
- そっちこっち絶品勝負!! （中京テレビ）
- 教児のおめざめワイド（中京テレビ）
- NNNニュースダッシュ 中京テレビローカルパート（中京テレビ）

### フリー転向後
- NNNニュースプラス1 （日本テレビ）
- 北野チャンネル（スカイパーフェクTV!）